# スター・ビーチ
STAR-BEACH（スター・ビーチ）は、かつて存在していた携帯電話・PHS向けのメル友募集サイト。略称：スタビ。株式会社スター・ビーチが運営していた。

## 概要
利用料金は完全無料。携帯電話、またはPHSからSTAR-BEACHのサイトにアクセスすれば誰でも投稿や、投稿へメールを送信することができた。NGワードが設定されていたため、投稿文に使う単語によって投稿が反映されない場合や、運営者によって削除されることがあった。
1日1,200万アクセス、月間4.5億アクセスがあった。
サイトにはメル友募集のコーナーの他に「ゲームな掲示板」、「級友検索同窓会」、「着メロ交換♪」、「待受・ムービー交換」、「ジャニーズ掲示板」のコーナーがあった。

## 歴史
- 1999年12月 Friends!サービス開始[1]。
- 2009年2月1日 インターネット異性紹介事業を利用して児童を誘引する行為の規制等に関する法律改正施行により、Friends!サービス終了[1]。